# فرنتس جورچانی
فِرِنتس جورچانی (مجاری: Gyurcsány Ferenc؛ زادهٔ ۴ ژوئن ۱۹۶۱) سیاست‌مدار اهل مجارستان است. وی از ۲۰۰۴ تا ۲۰۰۹ نخست‌وزیر و رئیس حزب سوسیالیست بود. در پی رسوایی سال ۲۰۰۶ و با علنی شدن صحبت‌های وی برای هم‌حزبی‌هایش در ۲۰۰۹ استعفا داد. وی در اکتبر ۲۰۱۱ با سایر اعضای حزب سوسیالیست، ائتلاف دموکراتیک را تأسیس کرد.

## رسوایی
در دوره نخست‌وزیری جورچانی با علنی شدن سخنرانی وی در شهر بالاتون‌اوسود در ۱۷ سپتامبر ۲۰۰۶ (ضبط شده در ماه مه آن سال) مشروعیتش نیز توسط احزاب اپوزیسیون و مردم زیر سؤال رفت؛ در آن سخنرانی وی با استفاده از اصطلاحاتی تحقیرآمیز و بازاری برای نام بردن از کشور خود، اعلام کرده‌بود که اطلاعات مربوط به کسری بودجه واقعی در مبارزات انتخاباتی سال ۲۰۰۶ را پنهان کرده و برای پیروزی در کارزار انتخاباتی شب و روز دروغ گفته‌است. با علنی شدن این سخنرانی، تظاهرات در خیابان‌های بوداپست آغاز شد که در آن تعدادی از تظاهرکنندگان و پلیس مجروح شدند. او در ۲۸ مارس ۲۰۰۹ از سمت خود به عنوان رئیس حزب استعفا داد و گوردون باینایی وظیفه او را بر عهده گرفت. بر اساس این رویداد فیلمی به نام ما * زدیم ساخته شده‌است که به شرح آن واقعه می‌پردازد.

## یادداشت
1. ↑  تلفظ اصلی نام‌خانوادگی دْیورچانْیْ است.